# Липский, Борис Андреевич
Борис Андреевич Липский (14 октября 1932 — 2007, Киев) — советский футболист, полузащитник и нападающий. По завершении игровой карьеры — тренер и футбольный судья. Мастер спорта СССР.

## Карьера игрока
В 1955 году начал карьеру игрока в резервной команде киевского «Динамо», а в 1956 году дебютировал в составе первой команды, за которую сыграл в одном матче и отметился одним забитым голом — 6 мая в гостевой игре против «Шахтёра» Сталино (1:1) сравнял счёт на 57-й минуте. Летом 1956 года перешёл в станиславский «Спартак». В начале 1958 года перешёл в винницкий «Локомотив», в составе которого стал твёрдым игроком основы, отыграл пять сезонов, провёл 124 игры, забил 31 мяч и завершил карьеру игрока в 1962 году.

## Карьера тренера и судьи
Сразу по завершении карьеры игрока начал заниматься тренерской деятельностью. В 1962 году помогал тренировать винницкий «Локомотив». С 1 июля по 14 августа 1962 года исполнял обязанности главного тренера винницкой команды. Затем вернулся в Киев и начал работать футбольным судьей. В 1976 году обслуживал матчи высшей лиги СССР как боковой арбитр.

## Титулы и достижения
«Спартак» (Станислав)
- Класс «Б» СССР
  - Серебряный призёр: 1957 (финал)

«Локомотив» (Винница)
- Класс «Б» СССР
  - Чемпион: 1959 (группа 4)
  - Серебряный призёр (2): 1960 (группа 1), 1961 (группа 1)
  - Бронзовый призёр: 1958 (группа 3), 1962 (группа 3)

- Чемпионат УССР
  - Бронзовый призёр: 1961